# シロヤギ
シロヤギは、日本の漫画家。

## 略歴
学校法人滋慶文化学園仙台コミュニケーションアート専門学校卒業。在学中に投稿した『魔王サマの苦悩』が「勝ち抜きGGグランプリ」において読切掲載権を獲得。『月刊少年ガンガン』（スクウェア・エニックス）に掲載された。
2014年1月3日から30日にかけて、『ジャンプLIVE』（集英社）2号で『ケッパレ 松原さん!』を初連載。『少年ジャンプ+』（集英社）創刊と共に移籍し、2014年9月22日（創刊号）から2015年10月3日にかけて、毎週→隔週土曜更新で連載された。
『ケッパレ 松原さん!』の連載と並行して、『別冊マーガレット』（集英社）2014年10月号別冊ふろく『moi!』Vol.8から12月号別冊ふろく『moi!』Vol.10まで『こっち向いて モブ宮くん!』が掲載される。その後『別冊マーガレット』に移籍し、2015年1月号から2016年3月号まで連載された。

## 作品リスト
- ケッパレ 松原さん!（2014年 - 2015年、集英社、ジャンプ・コミックス、全2巻）

### 単行本未収録作品
- 魔王サマの苦悩[2]（『月刊少年ガンガン』2013年9月号）
- 轟け! 明桜ストライカー[1]（『ザ マーガレット』2014年8月号）
- こっち向いて モブ宮くん![注 2]（『別冊マーガレット』2014年10月号別冊ふろく『moi!』Vol.8 - 12月号別冊ふろく『moi!』Vol.10[5]、『別冊マーガレット』2015年1月号 - 2016年3月号）
- ぼくらはB級につき[6]（『別冊マーガレット』2016年5月号別冊ふろく『dcolle』13号）